# الساحر (فلم 1958)
الساحر (بالإنجليزية: The Magician) هو فيلم دراما تم إنتاجه في السويد وصدر في سنة 1958. الفيلم من إخراج إنغمار برغمان وكتابة إنغمار برغمان. من بطولة ماكس فون سيدو.

## وصلات خارجية
- مقالات تستعمل روابط فنية بلا صلة مع ويكي بيانات